# Flugplatz Ugnu-Kuparuk

i7
i11
i13
Der Flugplatz Ugnu-Kuparuk (englisch Ugnu-Kuparuk Airport, IATA-Code: UUK, ICAO-Code: PAKU)  ist ein privater Flugplatz, der sich 47 Kilometer nordwestlich der nächstgelegenen Siedlung Deadhorse im amerikanischen Bundesstaat Alaska befindet. Er wird von der Ölfirma ConocoPhillips betrieben.

## Infrastruktur
Der Flugplatz hat eine Kies-Start- und Landebahn mit der Ausrichtung 06/24, welche 1997 Meter lang und 46 Meter breit ist. Zur Funknavigation steht das auf dem Platz befindliche ungerichtete Funkfeuer (NDB) „Pitsand“ zur Verfügung.

## Fluggesellschaften und Flugziele
Stand: August 2019
ConocoPhillips verbindet diesen eigenen Flugplatz mit dem ebenfalls von ihr betriebenen Platz Alpine sowie den öffentlichen Flughäfen Deadhorse und Anchorage. Die kurzen Verbindungen nach Alpine und Deadhorse (10 bis 15 Minuten Flugzeit) werden mit Flugzeugen der Typen CASA 212 und de Havilland Canada DHC-6 Twin Otter bedient, die Strecke nach Anchorage mit Boeing 737.
| Fluggesellschaft | Flugziele         |
| ---------------- | ----------------- |
| ConocoPhillips   | Alpine (49 km)    |
| ConocoPhillips   | Deadhorse (47 km) |
| ConocoPhillips   | Anchorage         |

## Zwischenfälle
Es sind derzeit (August 2024) für den Flugplatz Ugnu-Kuparuk keine Zwischenfälle mit Todesopfern oder Totalschaden bekannt.